# La Ruinette
La Ruinette, culminant à 3 875 m, est un sommet des Alpes suisses situé dans le canton du Valais.

## Géographie
La Ruinette est le point culminant d'un ensemble compris entre le col des Bouquetins et le val d'Hérens à l'est, et la Fenêtre de Durand et le val de Bagnes à l'ouest.
Elle est entourée d'autres sommets d'altitude similaire, notamment le mont Blanc de Cheilon, la Serpentine ou le Pigne d'Arolla, tous franchissant la barre des 3 700 m.

## Histoire

### Premières ascensions
- 6 juillet 1865 - première ascension du versant sud et de l'arête ouest par Christian Almer, Franz Biener et Edward Whymper.
- août 1888 - versant nord-ouest par C. Berthet, Joseph Quinodoz, Edmond William Viollier et A. Ybloux.
- 15 septembre 1892 - arête nord-est (depuis le mont Blanc de Cheilon) par Antoine Georges, Pierre Maître et Francis Wall Oliver.

### Géodésie
Depuis les années 1920, le sommet de la Ruinette est utilisé comme point fixe du réseau suisse de triangulation permettant avec les autres points (comme les dents du Midi et la pointe Dufour) de constituer une base précise pour l’élaboration des cartes de la Suisse. La position et l’altitude des différents points fixes sont calculés par des évaluations triangulaires et des mesures angulaires.

## Alpinisme

### Voies
- Versant sud et arête ouest (PD+)

### Accès
- Cabane des Dix (2 928 m)
- Cabane de Chanrion (2 462 m)